# Hombre de fe
Hombre de fe: Keylor Navas es una película costarricense de 2017, dirigida por Dinga Haines Mesa y producida por Jorge Obando Salazar, de PCP Promotora, con banda sonora del español Zacarías Martínez de la Riva. El filme se basa en la vida de Keylor Antonio Navas Gamboa, un conocido futbolista costarricense que se desempeña como arquero en el club español Real Madrid.
La película fue estrenada el 28 de diciembre de 2017 en San José; dos días después de su estreno, el filme sumaba 45 000 espectadores. Su rodaje duró 59 días y se llevó a cabo en diversos lugares de Costa Rica, entre los que se cuentan el Estadio Ricardo Saprissa Aymá, el Cerro de la Muerte, Pérez Zeledón, Dominical, Barrio Luján y Los Yoses. Asimismo, se realizaron otros 10 días de rodaje en España, en sitios como el Estadio Santiago Bernabéu de Yeste. La película fue protagonizada por el actor colombiano Matt Márquez García, en el papel de Navas, y por el costarricense José David Coste Montoya, quien interpretó al arquero durante su infancia; también cuenta con las participaciones de Valeria Mobley Salas como Andrea Salas Bermúdez —esposa de Keylor—, Milena Picado Rossi y Andy Gamboa Arguedas como los padres del guardameta, así como del propio Navas y otros jugadores del Real Madrid (que realizan un cameo en la cinta).

## Sinopsis
Un niño (Coste) de una región rural costarricense, llamada Pérez Zeledón, encuentra en el fútbol su pasión y una vía para una vida mejor. En su camino por alcanzar sus metas deportivas y profesionales, y así ayudar económicamente a su familia, se enfrenta con el hecho de vivir solo en San José, una ciudad desconocida, así como a retos que ponen a prueba su carácter. No obstante, estas dificultades le permiten descubrir la magnitud de su fuerza de voluntad, que le impulsa a cumplir sus sueños.
En líneas generales, el largometraje refleja la trayectoria deportiva del futbolista Keylor Navas (Márquez): su fichaje por el Deportivo Saprissa —uno de los grandes equipos del país—, su convocatoria para la Selección de fútbol de Costa Rica, su participación en torneos internacionales y su meteórica carrera deportiva en España, hasta conseguir jugar en el Real Madrid, uno de los clubes más importantes del mundo.

## Reparto
- Matt Márquez García - Keylor Navas Gamboa (adulto)
- José David Coste Montoya - Keylor Navas Gamboa (niño)
- Valeria Mobley Salas - Andrea Salas Bermúdez (esposa de Keylor)
- Milena Picado Rossi - Sandra Gamboa Guzmán (madre de Keylor)
- Andy Gamboa Arguedas - Freddy Navas Víquez (padre de Keylor)
- Ivette Guier Serrano - Elizabeth Guzmán Mora (abuela de Keylor)
- Pablo Rodríguez Mora - Steven Gamboa Guzmán (tío de Keylor)
- Esteban León Barquero - Juan de Dios Madriz Picado (primer entrenador de Keylor)
- Ricardo Cabañas Conde - Él mismo (representante de Keylor)
- Álvaro Marenco Marrocchi - Don Macho[5][4][8]

### Cameos
- Keylor Navas
- Dani Carvajal
- Sergio Ramos
- Marco Asensio
- Marcelo Vieira
- Luka Modrić
- Zinedine Zidane
- Florentino Pérez[6]
- Guillermo Ochoa

## Producción
- Dinga Haines - Directora
- Jorge Obando - Productor Ejecutivo
- Victo Barriga - Jefe de Producción
- Ana Lucía Arias - Jefe de Localizaciones
- Marlon Villar - Director de Fotografía
- Kenneth Baldi - Asistente de Video
- Nano Fernández - Diseñador de Sonido
- Zacarías de la Riva - Compositor
- Lilliana Ghiraldini - Directora de Arte
- Michelle Duverran - Estilista de Vestuario
- Carmen López - Maquillaje
- Rodrigo Stein - Casting[9]